# Il Cercasuoni
Il Cercasuoni (The Sound Collector) è una serie animata del 2023 nello stile di animazione del passo uno.
Ideata e prodotta dalla Eagle Vs Bat del Regno Unito in collaborazione con la Enanimation di Torino, la serie porta gli spettatori in un viaggio attraverso i suoni della natura, seguendo le avventure di un bambino affetto da ipoacusia appassionato dei suoni e della natura.

## Trama
Il Cercasuoni segue le vicende di un giovane protagonista parzialmente sordo, noto come il Cercasuoni, che vive in un ambiente naturale affascinante sotto un vecchio mulino ad acqua. Ogni giorno, accompagnato dalla sua amica talpa di nome Mole, il Cercasuoni esplora l'ambiente circostante alla ricerca di nuovi suoni della natura. Armato di un registratore e dei suoi apparecchi acustici, cattura e cataloga una vasta gamma di suoni, dal cinguettio degli uccelli al suono del vento tra gli alberi. Utilizzando la sua creatività, il Cercasuoni mescola e modifica questi suoni per creare nuove e affascinanti composizioni musicali.

## Personaggi e doppiatori
- Cercasuoni.
- Talpa Mole.
- Narratrice, voce originale di Keira Knightley, italiana di Carolina Crescentini.
- La Bambina, voce originale di Nancy Angell.